# فريدريك روسل بورنهام
فريدريك روسل بورنهام (بالإنجليزية: Frederick Russell Burnham)‏ (11 مايو 1861-1 سبتمبر 1947) كان كشافًا أمريكيًا ومغامرًا يسافر حول العالم. اشتهر بعمله لدى شركة جنوب أفريقيا البريطانية والجيش البريطاني في أفريقيا الاستعمارية، وتعليمه الحرف الخشبية لروبرت بادن باول في روديسيا. ساعد في إلهام تأسيس حركة الكشافة العالمية.
وُلِد بورنهام في محمية داكوتا الهندية التابعة لشعب السو في ولاية مينيسوتا، وتعلم في صغره هناك أساليب الهنود الأمريكيين. دعم بورنهام نفسه في كاليفورنيا في سن الرابع عشرة، وذلك في الوقت الذي تعلم فيه الكشفية من بعض رعاة البقر الأخيرين وسكان الحدود في الجنوب الغربي الأمريكي. تلقى بورنهام القليل من التعليم الرسمي، ولم يكمل تعليمه الثانوي. اُقحِم بورنهام في حرب وادي بليزانت بعد انتقاله إلى إقليم أريزونا في أوائل الثمانينيات من القرن التاسع عشر، وهي عداء بين عائلات المزارع والرعاة. هرب وعمل فيما بعد متتبعًا مدنيًا لدى جيش الولايات المتحدة في الحروب الأباتشية. أخذ بورنهام عائلته إلى جنوب أفريقيا في عام 1893 بسبب شعوره بالحاجة إلى مغامرات جديدة؛ ونظر إلى مشروع سكك كيب القاهرة التابع لسيسل رودس كخط الحدود التالي غير المطوّر.
ميز بورنهام نفسه في عدة معارك في روديسيا وجنوب أفريقيا وأصبح رئيس الكشافة. كان لقبه العسكري بريطانيًا على الرغم من جنسيته الأمريكية، وأعطاه الملك إدوارد السابع رتبة رائد بشكل رسمي. ضم الملك بورنهام إلى مجموعة زملاء وسام الخدمة المتميزة اعترافًا خاصًا ببطولته، ومنحه أعلى تكريم عسكري حصل عليه أي أمريكي في حرب البوير الثانية. أصبح صديقًا لبادن باول خلال حرب ماتابيلي الثانية في روديسيا، وعلمه مهاراته الخارجية وألهم ما عُرِف لاحقًا باسم الكشافة. عاد بورنهام إلى الولايات المتحدة حيث انخرط في الدفاع الوطني، والأعمال التجارية، والنفط، والمحافظة، والكشافة الأمريكية.
عُيِّن بورنهام ضابطًا خلال الحرب العالمية الأولى ومجنِّدًا للمتطوعين في فرقة تابعة للجيش الأمريكي تشبه فرقة روف رايدرز، والتي عزم ثيودور روزفلت على قيادتها إلى فرنسا. حُلَّت الفرقة لأسباب سياسية دون رؤية أي عمل ملموس لها. شكل بورنهام وشريكه رجل الأعمال جون هايز هاموند بعد الحرب شركة بورنهام للتنقيب. أصبحا ثريين بعد اكتشافهما للنفط في كاليفورنيا. انضم بورنهام إلى العديد من منظمات حماية البرية الجديدة، بما في ذلك لجنة حدائق ولاية كاليفورنيا. عمل في ثلاثينيات القرن العشرين مع الكشافة الأمريكية لإنقاذ كبش الجبال الصخرية من الانقراض. أدى هذا الجهد إلى إنشاء ملجأي كوفا وكابيزا بريتا للحياة البرية الوطنية في أريزونا. حصل على جائزة بوفالو (الثور) الفضية، وهي أعلى تكريم من الكشافة الأمريكية، في عام 1936، واستمر نشاطه في المنظمة على المستويين الإقليمي والوطني حتى وفاته في عام 1947. سُمي الجبل الواقع إلى جانب جبل بادن باول في كاليفورنيا باسم بورنهام في عام 1951.

## مهنة عسكرية

### حرب ماتابيلي الأولى
قطع بورنهام، مع زوجته وابنه، مسافة 1000 ميل (1609 كم) شمالًا من ديربان إلى ماتابيلاند على متن عربة أمريكية وستة حمير، وذلك عند اندلاع الحرب بين شركة جنوب أفريقيا البريطانية التابعة لرودس والملك الماتابيلي (أو النديبلي) لوبينغولا في أواخر عام 1893. سجل بورنهام في كشافة الشركة فور الوصول إلى ماتابيلاند، وانضم إلى القتال. أمل ليندر ستار جيمسون، رئيس قضاة الشركة في ماشونالاند، في هزيمة الماتابيليون بسرعة من خلال القبض على لوبينغولا في مدينته الملكية بولاوايو، فأرسل بورنهام ومجموعة صغيرة من الكشافة مباشرة للإبلاغ عن الوضع هناك. شاهدوا النيران التي أحرقت ماتابيلي ودمرتها أثناء وجودهم في الضواحي. فر لوبينغولا ومحاربوه ولم يبق سوى القليل من بولاوايو القديمة، وذلك بحلول الوقت الذي وصلت فيه قوات الشركة إلى السلطة. انتقلت الشركة إلى ما تبقى من بولاوايو، وأنشأت قاعدة وأرسلت دوريات للعثور على لوبينغولا. كانت أشهر هذه الدوريات دورية شانغاني بقيادة الرائد ألان ويلسون وفريد بورنهام، الذي اختاره ألان رئيس الكشافة الخاص به.

### استكشاف روديسيا الشمالية
أشرف بورنهام وقائد بعثة الشركة الاستكشافية للأقاليم الشمالية في جنوب أفريقيا البريطانية في عام 1895، والتي تأسست لأول مرة لصالح شركة جنوب أفريقيا البريطانية، والتي وجدت رواسب نحاسية كبيرة شمال زمبيزي في شمال شرق روديسيا. رأى بورنهام العديد من أوجه التشابه بين رواسب النحاس على طول نهر كافو وتلك التي كان يعمل بها في الولايات المتحدة؛ وصادف شعوبًا أصلية ترتدي أساور نحاسية. انتُخب بعد هذه الحملة زميلًا في الجمعية الجغرافية الملكية. بنت شركة جنوب أفريقيا البريطانية في وقت لاحق مدن التعدين في كوبربيلت، وسكة حديدية لنقل الخام عبر موزمبيق البرتغالية.

### حرب ماتابيلي الثانية
ثارت ماتابيلي مرة أخرى في مارس عام 1896 ضد إدارة شركة جنوب أفريقيا البريطانية في ما سُمي لاحقًا بحرب ماتابيلي الثانية أو حرب التحرير الأولى. يُنسب الفضل إلى مليمو، القائد الروحي لماتابيلي، في إثارة الكثير من الغضب الذي أدى إلى هذا النزاع. لم تكن دفاعات المستعمرين في ماتابيلاند كاملة بسبب غارة جيمسون رايد الفاشلة ضد جمهورية جنوب أفريقيا (أو ترانسفال)، وقُتِل المئات من المستوطنين البيض في الأشهر القليلة الأولى من الحرب. بنى المستوطنون بسرعة معسكرًا في وسط بولاوايو مع وجود عدد قليل من القوات لدعمهم، وسيروا دوريات بقيادة شخصيات مثل بورنهام وروبرت بادن باول وفريدريك سيلوس. تراجع الماتابيليون إلى معقلهم في ماتوبوس هيلز بالقرب من بولاوايو، وهي المنطقة التي أصبحت مسرحًا لأعنف قتال بين محاربي ماتابيلي ودوريات المستوطنين. التقى بورنهام وبادن باول، القادمان من خلفيات مختلفة جدًا، خلال هذه الحرب أيضًا، وناقشا أفكارًا لتدريب الشباب التي ستصبح في نهاية المطاف خطة للبرنامج ومدونة الشرف للكشافة.

#### اغتيال مليمو
جاءت نقطة التحول في الحرب عندما وجد بورنهام وبونار أرمسترونغ، مفوض الشركة الأصلي، طريقهما عبر ماتوبوس هيلز إلى كهف مقدس، كان على بعد بضعة أميال من منطقة مانجوي، وهو ملجأ عرفه الماتابيليون فقط اختبأ فيه مليمو. كان هناك قرية قريبة من الكهف (لم تعد موجودة الآن) احتوت حوالي مئة كوخ مليء بالعديد من المحاربين. ربط الرجلان خيولهما في غابة وزحفا على بطنيهما، وراقبا حركاتهم البطيئة والحذرة عن طريق الفروع التي أمسكا بها أمامهما. دخلا إلى الكهف وانتظرا دخول مليمو. بلغ مليمو 60 عامًا، كما قيل، وامتلك جلدًا داكنًا جدًا، ومعالم حادة، ووصفته التقارير الإخبارية الأمريكية في ذلك الوقت بأنه يتمتع بمظهر قاس ومخادع. انتظر بورنهام وأرمسترونغ حتى دخول مليمو إلى الكهف، وبدأ بالتحرك لحماية نفسه منهما، فأطلق عليه بورنهام رصاصة أسفل القلب مباشرة وقتله. 
قفز كل من بورنهام وأرمسترونغ فوق مليمو الميت وركضا نحو خيولهما. حمل المحاربون في القرية المجاورة أسلحتهم وبحثوا عن المهاجمين. أضرم بورنهام النار في بعض أكواخهم من أجل تشتيت انتباههم. هرب الرجلان واتجها إلى بولاوايو. سار سيسيل رودس غير مسلح بعد فترة وجيزة إلى معقل ماتابيلي، وعقد صلحًا مع المتمردين أنهى به حرب ماتابيلي الثانية. 

## روابط خارجية
- Major Burnham on Pine Tree Web Scouting site
- Frederick Howard Russell Burnham (great grand nephew)
- Burnham Footage of Southern and Eastern Africa, 35 min. silent b&w video. Footage shot in South Africa, Rhodesia and eastern Africa during a family trip. مؤسسة سميثسونيان archives. call# 85.4.1; AF-85.4.1 (1929)
- Frederick Russell Burnham Papers. Manuscripts and Archives, Yale University في أرشيف الإنترنت(أرشفت في  سبتمبر 10, 2006). A large collection of Burnham's documents: Correspondence, 1864–1947. Subject Files, 1890–1947. Writings, 1893–1946. Personal and Family Papers, 1879–1951. Photographs, ca. 1893–1924.
- Frederick Russell Burnham Papers, 1879–1979, Hoover Institution Library and Archives, Stanford University. Another large collection of Burnham's documents: Correspondence, speeches and writings, clippings, other printed matter, photographs, and memorabilia, relating to the Matabele Wars of 1893 and 1896 in Rhodesia, the Second Boer War, exploration expeditions in Africa, and gold mining in Alaska during the Klondike gold rush.